# Pelvimetria
Pelvimetria é a medição da pelve feminina. Teoricamente, pode identificar a desproporção céfalo-pélvica, que ocorre quando a capacidade da pelve é inadequada para permitir que o feto atravesse o canal de parto. No entanto, evidências clínicas indicam que todas as gestantes devem ter direito a um trabalho de parto de prova, independentemente dos resultados da pelvimetria.

## Indicação
Teoricamente, a pelvimetria pode identificar a desproporção céfalo-pélvica, que ocorre quando a capacidade da pelve é inadequada para permitir que o feto atravesse o canal de parto. Contudo, a pelve da mulher se afrouxa antes do parto (com a ajuda de hormônios).
Uma Revisão Cochrane em 2017 concluiu que havia poucas evidências para mostrar se a pelvimetria por raios X é benéfica e segura quando o bebê está em apresentação cefálica.
Uma revisão em 2003 chegou à conclusão de que a pelvimetria não altera a conduta em gestantes, recomendando que todas as mulheres tenham direito a um trabalho de parto de prova, independentemente dos resultados. Considerou a realização rotineira da pelvimetria uma perda de tempo, um potencial risco médico-legal e um desconforto desnecessário.

## Componentes
Os termos usados na pelvimetria são comuns em obstetrícia. A pelvimetria clínica tenta avaliar a pelve por exame clínico. A pelvimetria também pode ser realizada por radiografia e ressonância magnética.
Tomografias computadorizadas de baixa dose em 3D podem ser usadas para estimar os principais parâmetros da pelvimetria:
| Parâmetro                  | Parâmetro                                | Projeção de intensidade máximas   | Cortes finos                                                                                | Pontos finais | Medidas normais |
| -------------------------- | ---------------------------------------- | --------------------------------- | ------------------------------------------------------------------------------------------- | --- | --------------- |
| Abertura superior da pelve | Diâmetro transverso da abertura superior |                                   | Plano coronal                                                                               | As linhas iliopectíneas, na maior distância transversa. | 13 a 14,5 cm.   |
| Abertura superior da pelve | Conjugado obstétrico                     | Plano mediano, 20 mm de espessura | Mesmo, mas pode exigir pequeno deslocamento lateral para visualizar ambos os pontos finais. | A linha entre os pontos ósseos mais próximos do promontório sacral e do osso púbico junto à sínfise púbica | 10 a 12 cm.     |
| Distância interespinhosa   | Distância interespinhosa                 |                                   | Plano axial                                                                                 | A linha entre os pontos ósseos mais próximos das espinhas isquiáticas | 9,5 a 11,5 cm.  |
| Saída pélvica              | Diâmetro sagital da saída pélvica        |                                   | Mesmo, mas pode exigir pequeno deslocamento lateral para visualizar ambos os pontos finais. | Os pontos ósseos mais próximos da articulação sacrococcígea e do osso púbico junto à sínfise púbica. Também chamado de diâmetro obstétrico ântero-posterior da saída pélvica, para distinguir do anatômico, que inclui o cóccix. Entretanto, o cóccix normalmente é deslocado durante o parto devido à frouxidão da articulação sacrococcígea. | 9,5 a 11,5 cm.  |
| Saída pélvica              | Diâmetro intertuberositário              |                                   | Plano axial                                                                                 | Os pontos ósseos mais próximos das tuberosidades isquiáticas | 10 a 12 cm.     |

## História
| Pelve masculina                                                           | Pelve feminina |
| Comparação entre uma pelve androide (esquerda) e uma ginecoide (direita). |                |

Pelvímetro

Os serviços obstétricos tradicionais dependiam fortemente da pelvimetria na condução do parto para decidir se o parto vaginal natural ou operatório era possível, ou se e quando recorrer a uma cesariana. Mulheres cujas pelves eram consideradas pequenas recebiam cesarianas em vez de parirem naturalmente.
A obstetrícia tradicional caracterizou quatro tipos de pelves:
- Ginecoide: forma ideal, com abertura superior arredondada a levemente oval (entrada obstétrica ligeiramente menos transversa).
- Androide: abertura triangular, espinhas isquiáticas proeminentes, arco púbico mais angulado.
- Antropoide: o maior diâmetro transverso é menor que o diâmetro obstétrico ântero-posterior.
- Platilipeloide: abertura superior achatada, com diâmetro obstétrico reduzido.